# Привольное (Новобогдановский сельский совет, Мелитопольский район)
Привольное (укр. Привільне) — село,
Новобогдановский сельский совет,
Мелитопольский район,
Запорожская область,
Украина.
Код КОАТУУ — 2323082004. Население по переписи 2001 года составляло 164 человека.

## Географическое положение
Село Привольное находится на расстоянии в 1 км от села Першостепановка и в 3-х км от села Новобогдановка.
Рядом проходит автомобильная дорога М-18 (E 105).

## История
- 1920 год — дата основания.[1]
- В 2004 году село пострадало от взрывов на военных складах в Новобогдановке.[2]
- В 2008 году Привольное было газифицировано.[3]